# 晋遊舎
株式会社晋遊舎（しんゆうしゃ、Shinyusha Co., Ltd.）は、雑誌や書籍の出版および、おすすめ商品の比較テストを行うWEBサイトを運営する企業。

## 概要
大洋図書から独立する形で1995年に創業。LDK、MONOQLOを中心に商品テスト雑誌やパズル誌・実用書・ムックの発行を行っている。
かつては成人向け漫画やアダルトゲーム、Windows100%、iP!を中心にファイル共有ソフトや技術的保護手段を回避するソフトの紹介などアンダーグラウンド系を含む関連雑誌も発行していた。2007年3月に株式会社マックスに成人向け漫画・雑誌事業を移行させたが、2015年10月に晋遊舎に権利義務全部を承継し解散。2018年2月21日現在、成人向け漫画・雑誌の新規発行は行われておらず、過去に発行した単行本・画集の電子書籍版をマックス名義で販売するのみである。
2016年10月3日に有限会社プライマリーと共に日本初本格商品テストサイト「360.life」をオープン。2022年現在、サイト名は「360LiFE」に変わっている。2018年9月4日、開設されたチャンネルプラスの中で、最も高い成長率を見せ、ブランドを浸透させた媒体に贈られる「SmartNews Award 2018」の「チャンネルプラス賞」をスマートニュースより受賞。
関連会社には文部科学省検定教科書（道徳科のみ）の発行・供給を行う日本教科書株式会社がある（代表者と住所が晋遊舎と同一）。

## 事業内容
- 雑誌、書籍、パソコンソフトの企画、開発、制作、出版、販売および著作権、商標権、意匠権の管理業務
- 広告代理業務
- コンピュータを使用した情報提供サービス業務刊行案内 主要月刊誌

## 刊行物
かつてはアンダーグラウンド系のパソコン誌を中心としていたが、現在はモノ系雑誌とパズル誌が同社発行物の大半を締めるに至っている。

### 月刊誌・定期誌
- MONOQLO - テストするモノ批評誌
- LDK - テストする女性誌
- LDK the Beauty - テストする美容雑誌
- 家電批評 - ホンモノがわかる家電情報誌
- Mr.PC - デジタル活用誌
- クロスワードフレンズ
- 漢字ジグザグフレンズ
- 難問漢字ジグザグフレンズ
- とっても面白い アロー&スケルトンフレンズ
- 良問たっぷり！ アロークロスナンバーワン
- みつけて楽しい！ まちがいさがしフレンズ
- とってもつなげる てんつなぎフレンズ
- てんと数字が大きい！ 漢字てんつなぎフレンズ
- 良問たっぷり！スケルトンナンバーワン

### ムック
スマートフォン、食品雑貨、マネーなどの一つのテーマに絞り、完全ガイド、お得ワザベストセレクションなどの増刊ムックを多数展開している。
下記、ムック本はいずれも「100％ムック」シリーズに分類されている。
- イラスト上達マガジン touch
- Mac100%
- パソコンシリーズ
- 完全ガイドシリーズ
- お得技ベストセレクション
- for Beginners
- 480円＋税でスグわかる
- わかる本シリーズ
- Ambitious
- パズルシリーズ
- 便利帖
- 歴史シリーズ

#### その他のムック
- マンガ 嫌日流
- マンガ日狂組[8]の教室
- 朝日新聞のトンデモ読者投稿
- 反日マンガの世界
- TBS報道テロ全記録
- 嫌韓流実践ハンドブック　反日妄言撃退マニュアル
- 嫌韓流実践ハンドブック2　反日妄言半島炎上編
- マンガでわかる中国100の悪行
- また中国か！90分でわかる「中国の悪行」大全
- 反日韓国人撃退マニュアル（著者：桜井誠）
- 日本侵蝕　日本人の「敵」が企む亡国のシナリオ
- ソウルお得技ベストセレクション
- K-POP美男時代
- 格闘マガジン FIGHTER
- 格闘ボディメイキング
- 柔術魂
- Dropkick
- フィギュアスケート世界選手権2007完全ガイド
- DVDハイレベルコピー全書
- GIMPですぐデキる！フォトレタッチ スーパーテクニック2007
- Inkscape perfect guide
- Windows100% Vista!
- Linux100%
- 無料GETs!!ケータイ
- ニコニコ動画ファンブック
- 究極マスターシリーズ
- ニンテンドーWiiを100倍楽しむ本
- ウラDS+Wii
- Xbox360最強Hack!!
- プレステ プレステ2 プレステ3 PSP 裏活用テクニック総まとめ
- エミュレータ通信
- PSPstyle
- 完全ガイドシリーズ
- 究極難解ナンプレシリーズ
- 弾丸Dash
- 本音のクルマ選び　※宝島社とのちに子会社である洋泉社がかつて発売していた自動車評論誌と同じタイトルである。

### 書籍
- マンガ 嫌韓流シリーズ（著者：山野車輪）
- インド式計算ドリル（著者：中村亨）
- なんくるないサー!（著者：肥後克広）
- 晋遊舎新書
  - 2008年より出版されている新書レーベル。
- 晋遊舎ブラック新書
  - 2007年より出版されている新書レーベル。
- にんしんゲーム天国 (著者：佐藤にんと)
- ワンピース最強考察シリーズ
- サマ（著者：相田周二）
- 運命を切りひらく「政木フーチ」（著者：政木和也）
- 未来を変える「政木フーチ」（著者：政木和也）
- 長嶋茂雄物語 かたり取材記（著者：山田雅人）
- バルカンから響け！ 歓喜の歌（著者：柳澤寿男）
- 献遺言（著者：浅見絅斎、訳・解説：濱田浩一郎）
- ほへと数秘占い
- 「臨死体験」が教えてくれた宇宙の仕組み（著者：木内鶴彦）
- LIFE PACKING（著者：高城剛）
- アナタはなぜチェックリストを使わないのか？（著者：アトゥール・ガワンデ）
- これだけは伝えたい武士道のこころ（著者：名越二荒之助、拳骨拓史）

### 過去の発行誌
- ロッキンf（他社へ移行）
- 黄金のGT
- ファンタジェンヌ
- 遊ぶ達人
- Berrys
- BOOT
- スレッド
- m9
- .net実話 アングラーEX
- 家電批評monoqlo（家電批評とMONOQLOに分かれる）
- DiVA SM制服コレクション（大洋図書から継承）
- ロト6最強攻略法
- ENTERTAINMENT DASH
- COMICマオ
- Windows100% - 遊んで学べるデジタル総合誌。2017年6月13日に休刊[9]。
- iP!  - 2018年8月号で廃刊。

#### マックスへ移行
- PUSH!!
- COMICポプリクラブ

## 出来事
2007年7月18日、『頭が良くなる インド式計算ドリル』を発行するベストセラーズと、『インド式 東大生が教える!超計算ドリル』を発行するメディアボーイズに対し、晋遊舎発行の『インド式計算ドリル』とタイトル・デザインなどが類似し購入者が誤解するとして、抗議文を送った。

## 不祥事
- 「最強考察」書籍が題名部分に「ULTIMANIA」と記載していたことから、「ULTIMANIA」の商標権者であるスクウェア・エニックスが、無断で使用されたと販売停止を要求し、2014年2月14日付で謝罪文を公表し、同タイトルの書籍の販売を停止した[11]。以降「最強考察」を冠する書籍は「ULTIMANIA」という記載をせず刊行されている[12]
- 2016年4月2日出版の『電力自由化がまるごとわかる本』において、比較サイト株式会社が運営する『新電力比較サイト』からの無断転載が発覚。同社からの指摘を受けて2016年5月9日付で謝罪文を公表した[13][14]。
- 2020年10月7日付で、2016年6月以降に発売した「まちがいさがしフレンズ」「てんつなぎフレンズ」などパズル雑誌6種類計47冊（のちに45冊に訂正[15]）、複数誌でまたがって行われた10のキャンペーンで懸賞品を読者に送っていなかったことを公式サイト上で公表し、謝罪した。同年夏に晋遊舎が自主的に社内コンプライアンス調査を行った際に判明したもので、原因として「外部委託先との間で発送業務の担当範囲について認識に齟齬があった」「編集作業に忙殺され、手が回らなかった」と説明している。謝罪後、未発送品の発送業務に着手したとしているが、景品表示法に抵触する可能性がある[16]。毎日新聞が独自に集計したところ、当選者数は3600人超に及ぶ。また、公表前に毎日新聞は取材を申し込んでいるが、晋遊舎は取材に応じない姿勢をとり続け、外部委託先とされる編集プロダクションも取材に対して「守秘義務があるので答えられない」としている[17]。
- 2021年3月24日には、総計115冊の雑誌の懸賞や景品合わせて7~8千点を発送していなかったとして、消費者庁から景品表示法違反（優良誤認、有利誤認）で再発防止を求める措置命令を受けた[18]。2022年8月5日には消費者庁から景品表示法違反（有利誤認）で課徴金1231万円の納付を命じられた[19]。